# Колумбія (округ, Орегон)
Шаблон:StateAbbr_ 45°57′ пн. ш. 123°05′ зх. д. / 45.95° пн. ш. 123.08° зх. д.
Округ  Колумбія (англ. Columbia County) — округ (графство) у штаті  Орегон, США. Ідентифікатор округу 41009.

## Історія
Округ утворений 1854 року.

## Демографія
За даними перепису 
2000 року 
загальне населення округу становило 43560 осіб, зокрема міського населення було 22769, а сільського — 20791.
Серед мешканців округу чоловіків було 21778, а жінок — 21782. В окрузі було 16375 домогосподарств, 12034 родин, які мешкали в 17572 будинках.
Середній розмір родини становив 3,06.
Віковий розподіл населення поданий у таблиці:
| Стать    | До 15 років | 15-21 | 22-29 | 30-39 | 40-49 | 50-65 | 65-85 | Понад 85 |
| -------- | ----------- | ----- | ----- | ----- | ----- | ----- | ----- | -------- |
| Чоловіки | 4983        | 2060  | 1701  | 3071  | 3781  | 3877  | 2139  | 166      |
| Жінки    | 4750        | 1954  | 1760  | 3177  | 3657  | 3726  | 2389  | 369      |

## Суміжні округи
- Коуліц, Вашингтон — північний схід
- Кларк, Вашингтон — схід
- Мултнома — південний схід
- Вашингтон — південь
- Клетсоп — захід
- Вакаєкум, Вашингтон — північний захід

## Виноски
1. ↑  U.S. Decennial Census. United States Census Bureau. Архів оригіналу за 26 квітня 2015. Процитовано 25 лютого 2015.
2. ↑  Historical Census Browser. University of Virginia Library. Архів оригіналу за 31 березня 2016. Процитовано 25 лютого 2015.
3. ↑  Forstall, Richard L., ред. (27 березня 1995). Population of Counties by Decennial Census: 1900 to 1990. United States Census Bureau. Архів оригіналу за 19 лютого 2015. Процитовано 25 лютого 2015.
4. ↑  Census 2000 PHC-T-4. Ranking Tables for Counties: 1990 and 2000 (PDF). United States Census Bureau. 2 квітня 2001. Архів оригіналу (PDF) за 18 грудня 2014. Процитовано 25 лютого 2015.
5. ↑  State & County QuickFacts. United States Census Bureau. Архів оригіналу за 29 червня 2011. Процитовано 14 листопада 2013.(англ.) Наведено за англійською вікіпедією.
6. ↑  American FactFinder. Бюро перепису населення США. Архів оригіналу за 29 липня 2011. Процитовано 31 січня 2008.

| США | Це незавершена стаття з географії США. Ви можете допомогти проєкту, виправивши або дописавши її. |